# Antirrhea philoctetes
Antirrhea philoctetes é uma borboleta neotropical da família Nymphalidae e subfamília Satyrinae, descrita por Carolus Linnaeus em 1758 e que se distribui da Guatemala até Peru, Bolívia e a floresta da Amazônia, no Brasil. Visto por cima, o padrão básico da espécie apresenta asas de coloração castanha, com pontuações claras na lateral das asas traseiras e algumas marcas de coloração azul, retangular-ovaladas, em seu término. O interior destas marcações azuis pode, ou não, apresentar círculos negros que, vistos por baixo, se transformam em ocelos. Estes ocelos podem ser em número de dois ou apenas um. Por vezes, vista por baixo, a padronagem apresenta colorido alaranjado e sempre uma faixa nítida, de coloração clara, atravessando as asas. Esta faixa de coloração clara nem sempre aparece na face superior do inseto.
Outra variação de coloração da espécie Antirrhea philoctetes se concentra nas asas traseiras quando o inseto é visto por cima, apresentando, neste caso, uma marcação de coloração branca, de formato característico, em cada asa (subespécies casta e lindigii). Em alguns casos, tal marcação é mínima (subespécie tomasia). Mais um padrão é de duas manchas brancas (similares às azuis), com círculos negros em seu centro (em alguns exemplares da subespécie murena, como na gravura de 1888 nesta página). Isto não tem relação com o dimorfismo sexual que ocorre nesta espécie.

## Hábitos
São borboletas que se alimentam de frutos em fermentação[carece de fontes?] e que possuem voo baixo, pousando em folhagem seca e plantas do solo das florestas.

## Lagarta e crisálida
A lagarta de A. philoctetes possui o corpo recoberto de cerdas. É de coloração castanho clara e apresenta, em seu dorso, estrias de coloração negra com o interior claro, que se encontram em uma linha dorsal de coloração amarela, com intervalos em vermelho. Outra característica sua é apresentar uma cauda bifurcada e alongada. A cabeça também possui cerdas e é bicolor, com a parte externa marrom avermelhada e a parte interna formando uma marca triangular de coloração bege, que se estreita em direção ao final da cabeça. Foram encontradas em plantas do gênero Geonoma (Geonoma longivaginata, Arecaceae). Crisálida marmoreada em marrom e bege, apresentando quatro prolongamentos espiniformes em seu dorso.

## Subespécies
Antirrhea philoctetes possui dez subespécies:
- Antirrhea philoctetes philoctetes - Descrita por Linnaeus em 1758, de exemplar classificado como proveniente de "Indiis" (talvez da Guiana).[9][10][13]
- Antirrhea philoctetes lindigii - Descrita por C. & R. Felder em 1862, de exemplar proveniente da Colômbia.[19]
- Antirrhea philoctetes philaretes - Descrita por C. & R. Felder em 1862, de exemplar proveniente da Colômbia.
- Antirrhea philoctetes casta - Descrita por Bates em 1865, de exemplar proveniente da Guatemala.[27]
- Antirrhea philoctetes avernus - Descrita por Hopffer em 1874, de exemplar proveniente do Peru (também ocorrendo na amazônia brasileira, Bolívia e Guianas).[17][18]
- Antirrhea philoctetes tomasia - Descrita por Butler em 1875, de exemplar proveniente do Panamá (Bugaba, também ocorrendo na Costa Rica).[21]
- Antirrhea philoctetes murena - Descrita por Staudinger em 1886, de exemplar proveniente do Brasil (Amazonas).[11]
- Antirrhea philoctetes theodori - Descrita por Fruhstorfer em 1907, de exemplar proveniente do Brasil (Amazonas).
- Antirrhea philoctetes ulei - Descrita por Strand em 1912, de exemplar proveniente da Venezuela.
- Antirrhea philoctetes intermedia - Descrita por Salazar, Constantino & López em 1998, de exemplar proveniente da Colômbia (também ocorrendo no Peru).